# 階層式控制系統
階層式控制系統（hierarchical control system）也稱為分層控制系統，是一種以分層树狀方式來規劃其設備及控制軟體的控制系統。若樹中的各節點是用计算机网络來建立連結，則這個階層控制系統也就是網絡化控制系統。

## 簡介
人工形成，有複雜行為的組織常常會用分階層的方式來組織。例如公司組織的特點在組織圖中即可看出，其中有較高層的主管、較低層的下屬，以及一些各部門之間組織溝通的線。階層式控制系統也類似公司的組織，由不同模組來負責不同的決策。
階層式中的每一個元件都是階層樹中的鏈結节点。命令、任務及目標都是由較高的節點流向較低的節點，而感測及命令結果會由較低的節點流向較高的節點。節點也會和鄰近同層的節點交換資訊。階層式控制系統有二個特點和其分層有關。
- 階層樹中，較高層的節點，規劃及執行的週期都會比其直接的下一層節點要長。
- 較低層的節點有局部的任務、目標以及感測，其活動是由上層節點所規劃及協調，上層節點一般不會直接覆盖下層節點的決策。在混合智能系統的分層中，最低層的節點是sub-symbolic。較高層的節點時間的限制較寬，可以理解抽象世界模型，並且進行規劃。階層式任務網路（英语：hierarchical task network）很適合用來在階層式控制系統中進行規劃。

不但人工系統有階層，也有人提出用階層式的方式來組織動物的控制系統。在知覺控制理論中，假定生物體的行為是控制其知觉的一种手段。因此生物體的控制系統會建議依其知覺建構的方式，以階層式的方式來組織。

## 控制系統架構

生產控制程序的機能層次

階層式控制系統若應用在工廠的生產控制程序中，會如圖所示，其中會有不同機能的層次，使用工業控制系統的電腦化控制來實現。
圖中有不同的層次：
- Level 0是現場設備，例如流量感測器及溫度感測器，也會有終端控制元件，例如控制閥（英语：control valve）。
- Level 1是工業化的輸入/輸出模組，以及相關的分散式電子處理器。
- Level 2是監控電腦，會搜集系統中各處理節點的資料，並且提供操作者控制畫面。
- Level 3是生產控制層，不會直接控制流程，主要會在監控生產以及監控目標。
- Level 4是生產規劃排程層。

## 應用

### 製造生產：機器人及車輛
在機器人範型中的階層式範型是指機器人運作在一個top-down的架構中，強調規劃，特別是运动规划。國家標準技術研究所自1980年代起就開始以電腦輔助製程工程為其研究重點之一。其自動製造研究設施就開發了五層的生產控制模型。國防高等研究計劃署在1990年代初始贊助有關網絡化智慧控制系統應用在軍事指揮與控制系統的應用。NIST以其較早期的研究為基礎，開發了NIST的实时控制系统（RCS）及實時控制系統軟體，這些是通用式的階層式控制系統，曾用來建構單元式製造、機器人起重机及車輛自動駕駛。
國防高等研究計劃署在2007年11月提出了DARPA大挑戰。獲勝者
Tartan Racing所建構的階層式控制系統，有分層的任務規劃、运动规划、行為產生、感知、世界建模以及机械电子学。

### 人工智慧
包容體系結構（Subsumption architecture）是人工智能開發的方法論，和行為模式導向的機器人學有密切關係。此架構是將複雜的智能行為分解成許多簡單行為模組的方式，之後會將這些模組分層統整。每一層實現軟體代理（也就是整個系統）的一個特別目的，越高層次就越抽象。每一層的目的會包容下方層次目的目的，例如覓食層移動的決定會考慮到最下方避開障礙物層的決定。行為不一定要由較高的層來計劃，而可能是配合感測器輸入而觸發，因此可能是在特定情形下才合適的行為。
以往層用强化学习來得到階層式控制系統的行為，其中每一個節點都可以學習，透過經驗來提昇其行為。
James Albus在NIST時，曾發展一個有關智慧系統設計的理論，稱為參考模型架構（Reference Model Architecture、RMA），是受到實時控制系統所引發而創建的階層式控制系統。Albus定義每個節點會包括以下的成員。
- 行為產生：此成員負責執行由上方節點傳達的任務，也規劃下方節點要進行的任務，並且交付給下方節點。
- 感測感知：此成員負責接收下方接點感測到的訊號，並且分組、過濾、或是處理成更高層的抽象信號，並且更新局部狀態，並將感測訊號傳送給上方節點。
- 價值判斷：此成員負責評估更新情形，並且評估備用計劃。
- 世界模型：此成員是局部的狀態，提供抽象層中受控系統、受控程序或是環境的概念模型。

參考模型架構的最低層可以用包容體系結構實現，其世界模型直接映射受控程序或是真實世界，避免因為抽象化而需要作的數學計算，因此有時間限制的反應式計劃可以用有限状态机來實現，不過參考模型架構的較高層可能會有複雜數學表示的的世界模型及行為，會用自動計劃及排程來實現。當有些行為不是由目前的感測所觸發，而是可以由感測所預知或是預測，就會用計劃的方式處理，特別是有關那些結點行動的結果有關的行為。

## 延伸閱讀
- Albus, J.S. . . MIT Press. 1996.

- Albus, J.S. .  4. 2000.

- Findeisen, W.; Others. . Chichester [Eng.]; New York: J. Wiley. 1980.

- Hayes-roth, F.; Erman, L.; Terry, A. . NASA. Ames Research Center, Working Notes from the 1992 AAAI Workshop on Automating Software Design. Theme: Domain Specific Software Design P 66-70 (SEE N 93-17499 05-61). 1992  [2008-05-11].[]

- Jones, A.T.; McLean, C.R. . Journal of Manufacturing Systems. 1986, 5 (1): 15–25  [2008-05-11]. CiteSeerX 10.1.1.79.6980 . doi:10.1016/0278-6125(86)90064-6.[]

- Stengel, R.F.  (PDF). IEEE Trans. Systems, Man, and Cybernetics. 1993, 23 (6): 1699–1717  [2019-09-21]. doi:10.1109/21.257764. （原始内容 (PDF)存档于2012-10-13）.

## 外部連結
- The RCS (Realtime Control System) Library
- Texai （页面存档备份，存于） An open source project to create artificial intelligence using an Albus hierarchical control system